# Historiae (Tacitus)

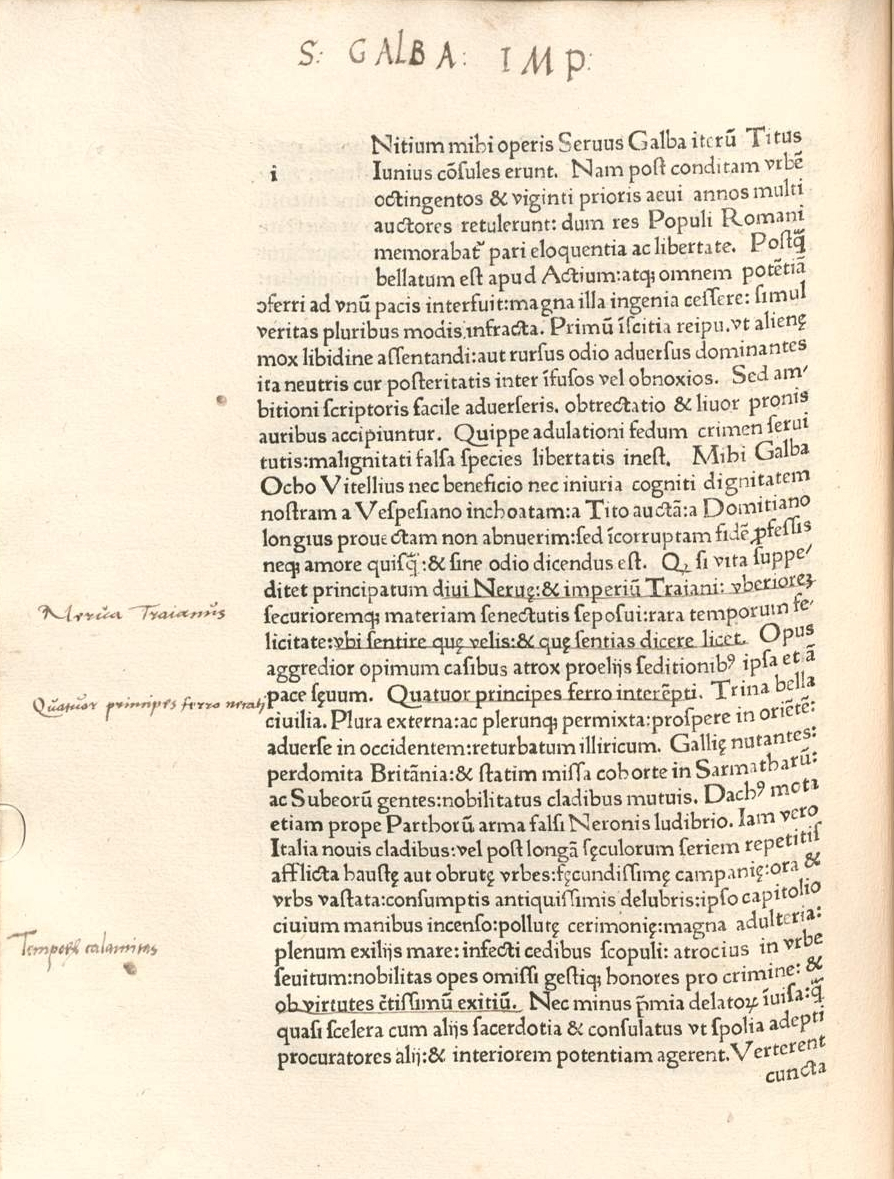
Buch 1,1 aus der Editio princeps, Venedig 1472

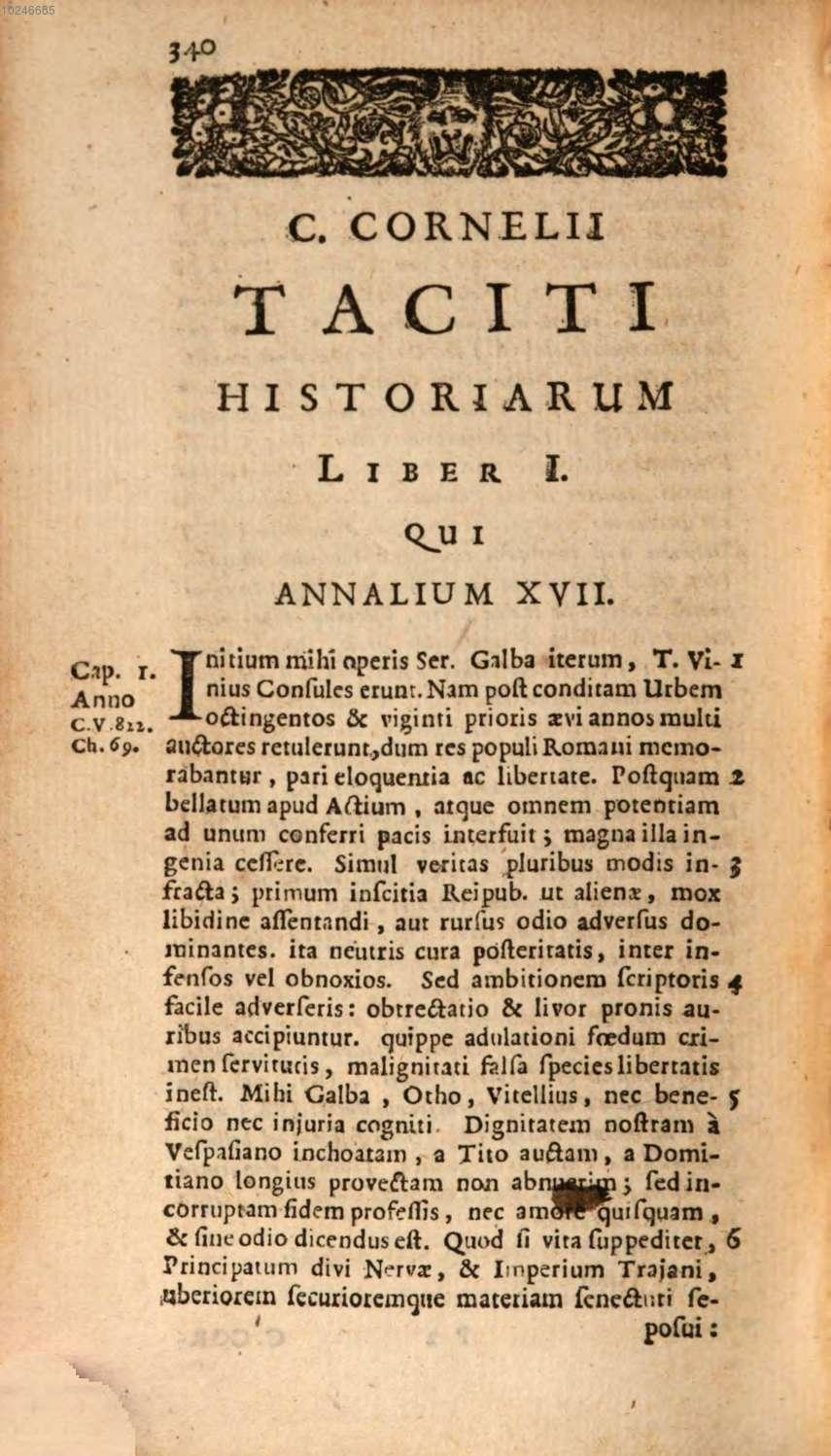
Titelblatt der Historiae (1, 1) aus der Tacitus-Gesamtausgabe von Theodorus Rijcke, Leiden 1687. Zählung von Buch 1 als Buch 17 der Annales

Die Historiae („Historien“, abgekürzt als Tac. hist.) sind das erste der beiden großen Geschichtswerke des Tacitus. Sie behandeln die Zeitgeschichte der jüngeren römischen Kaiserzeit des 1. Jahrhunderts und umfassen mit den Jahren 69–96 n. Chr. die Regierungszeiten der Kaiser Galba bis Domitian. Tacitus veröffentlichte das Werk, von dem lediglich die ersten fünf Bücher überliefert sind, im Jahr 110 n. Chr. In den Jahren ab 112 entstanden dann die Annales.
Inhaltlich behandelt Tacitus detailreich Ereignisse wie die politischen Umbrüche des Vierkaiserjahrs, den Bataveraufstand und die militärischen Operationen zur Niederschlagung des Jüdischen Aufstands mit der Einnahme und Vernichtung von Jerusalem im Jahr 70 n. Chr. unter Titus.

## Überlieferung
Das Werk ist fragmentarisch in einer Handschrift aus dem 11. Jahrhundert überliefert. Sie ist eine Abschrift einer frühmittelalterlichen, verschollenen Vorlage, die mutmaßlich aus Deutschland stammte. Diese beneventanische Handschrift wurde in der Benediktinerabtei Monte Cassino um 1370 von Giovanni Boccaccio entdeckt und befindet sich seit dem 15. Jahrhundert im Besitz der Biblioteca Medicea Laurenziana mit der Sigle Codex Mediceus II = Codex Laurentianus Plut. 68, 2. Von dieser Handschrift wurden durch humanistische Kopisten in der zweiten Hälfte des 15. Jahrhunderts über 30 Abschriften (recentiores) erstellt. Von diesen wiederum stammen fünf bis zum Ende des 16. Jahrhunderts herausgegebene Ausgaben ab. Die „Editio princeps“ der Historiae wurde um 1472 in Venedig von Wendelinus de Spira herausgegeben. Im Laurentianus 68, 2 sind ebenfalls die Bücher 11–16 der Annales des Tacitus überliefert, womit sich beide Werke das Stemma teilen. 
Die humanistischen Abschriften bilden auf Basis des Laurentianus 68,2 (Handschriftensigle M II oder M 2) drei Gruppen, die nach der Stelle des Textabbruchs in Buch 5 geordnet werden.
- I enden wie M II bei 5, 26, 3 Flauianus in Pannonia
- II enden bei 5, 23, 2 potiorem
- III enden bei 5, 13, 1 euenerant

Die Handschriften der Gruppe I haben die größte philologische und textuelle Relevanz. Manuskripte aus dieser Gruppe mit guten Lesarten gelten als Konjekturen der Skriptoren. Dies besonders seit der Wiederentdeckung des Codex Leidensis BPL 16 B  (L) in den 1950er Jahren durch Clarence Whittlesey Mendell. Erwiesen ist heute, dass L um 1478 in Ferrara durch den Frühhumanisten Rudolf Agricola geschrieben wurde und im 17. Jahrhundert in den Besitz des Leidener Philologen Theodorus Rijcke gelangte, der ihn für seine Edition intensiv verwendete. Danach geriet der Codex aus dem fachlichen Blickfeld. Mendell (und ihm zunächst folgend Erich Koestermann) stellte L als eine vom Laurentianus unabhängige eigenständige Texttradition dar, mit der Annahme einer frühmittelalterlichen oder noch älteren Zwischenhandschrift, von der M II und L stammen würden. Durch einen ausgreifenden, Jahrzehnte umspannenden textkritischen Diskurs in der Fachwissenschaft und letztlich die Kollation aller Handschriften durch Rudolf Hanslik und seine Mitarbeiter (unter anderen Franz Römer) wurde der Laurentianus als Urschrift bestätigt. Der Leidensis wird heute als ein stark interpolierter Abkömmling der Gruppe II verstanden, für dessen Erstellung Agricola als Hauptquelle die „Editio princeps“ verwendete.

## Titel, Aufbau
Der heutige Titel Historiae ist indirekt belegt durch Tertullian und in der privaten Korrespondenz von Plinius mit dem Freund Tacitus. Im Laurentianus wird das Werk mit dem ersten Buch als „liber decimus septimus ab excessu divi Augusti“ betitelt, als 17. Buch nach dem 16. der „Annales“ in stofflicher Folge nach dem Ende Neros 68 n. Chr. und mit dem 1. Januar 69 n. Chr. unter Galba.
Vollständig erhalten sind die ersten vier Bücher und der Anfang des fünften: Nach dem ersten Viertel bricht der Text ab. Generell wird in der Forschung aufgrund spätantiker Angaben von einem ursprünglichen Umfang von 12 bis 14 Büchern ausgegangen. Hieronymus benutzte eine Ausgabe, in der die Annales ebenfalls vor den Historiae stehen: „Cornelius ... Tacitus qui post Augustum usque ad mortem Domitiani vitas Caesarum XXX voluminibus exaravit.“ Dieser Umstand führt dazu, dass in Teilen der Forschung für den Umfang 14 Bücher angenommen wird.
Tacitus gestaltet die Bücher formal mit einer relativ gleichmäßigen Verteilung des Textvolumens.
- Buch 1, 90 Kapitel
- Buch 2, 101 Kapitel
- Buch 3, 84 Kapitel
- Buch 4, 86 Kapitel
- Buch 5, 26 Kapitel

Als Sinneinheit lassen sich die Bücher 1–3 fassen, mit den Unruhen nach Neros Tod und dem dramatischen Ende im Buch 3 zum Ende des Vierkaiserjahrs und der finalen Schilderung des brennenden Kapitols. Buch 4 und 5 können als Sinneinheit der Wiederherstellung der staatlichen Ordnung gefasst werden, mit den wechselnden Schilderungen von militärischen Operationen und Aufständen. Tacitus bedient sich hierbei einer großen stilistischen Freiheit in der szenischen Gestaltung mit dem Gewicht auf die inhaltliche Darstellung, der die Formalien einer verpflichtenden annalistischen Aufzeichnung sekundär beigefügt sind.

## Ausgaben, Übersetzungen und Kommentare
Einsprachig lateinische Ausgaben
- Kenneth Wellesley: P. Cornelii Taciti libri qui supersunt 2: Historiarum libri. B. G.Teubner Verlagsgesellschaft, Leipzig 1989, ISBN 3-322-00671-9.

Übersetzungen, teils mit Kommentar
- Clifford H. Moore (Übers.): Tacitus, The Histories. Books I–III (Loeb Classical Library). Harvard University Press, Cambridge (Mass.) 1925 (Nachdruck 1968).
- Clifford H. Moore, John Jackson (Hrsg.): Tacitus, The Histories, Books IV–V. The Annals, Books I–III (Loeb Classical Library). Harvard University Press, Cambridge (Mass.) 1931 (Nachdruck 1969).
- Helmuth Vretska (Hrsg.): P. Cornelius Tacitus, Historien. Lateinisch / Deutsch. Reclam, Stuttgart 1984.
- Joseph Borst (Hrsg.): P. Cornelius Tacitus, Historien / Historiae. Lateinisch – Deutsch (Sammlung Tusculum). 7. Auflage, Artemis & Winkler Verlag, Mannheim 2010, ISBN 978-3-538-03546-1.

Wissenschaftliche Kommentare
- Heinz Heubner: P. Cornelius Tacitus. Die Historien, Buch 1–5. Kommentar. 5 Bände, Universitätsverlag Winter, Heidelberg 1963–1982: Band 1, 1963 DNB 456981160, Band 2, DNB 456981179, Band 3, 1972, ISBN 3-533-0221-2 / ISBN 3-533-02213-4, Band 4, 1976, ISBN 3-533-02492-X, Band 5 (unter Mitarbeit von Wolfgang Fauth), 1982, ISBN 3-533-03028-8.